# لیلا هایمز
لیلا هایمز (انگلیسی: Leila Hyams؛ ۱ مهٔ ۱۹۰۵ – ۴ دسامبر ۱۹۷۷) یک هنرپیشه اهل ایالات متحده آمریکا بود.

## فیلم‌شناسی
از فیلم‌هایی که وی در آن نقش داشته است، می‌توان به عجوزه‌ها ، فریاد دوردست وعجیب‌الخلقه‌ها اشاره کرد.